# Zagórze (przystanek kolejowy w województwie podkarpackim)
Zagórze – wąskotorowy przystanek osobowy Przeworskiej Kolei Dojazdowej w Zagórzu, w gminie Jawornik Polski, w powiecie przeworskim, w województwie podkarpackim, w Polsce. 
Został otwarty 25 listopada 1908 roku. W sezonie letnim obsługuje ruch turystyczny.